# Andrés Adán
Andrés Adán   (Tarassona, 1775 - Aranjuez, Després de 21 de juny de 1816) va ser un escultor aragonès.
Hom afirma que va néixer Tarassona el 1775, tanmateix no es té constància del seu naixement a aquesta localitat. Va ser germà del també escultor Juan Adán, per tant, seria fill de Juan Adán. Va casar-se amb una de les filles de l'escultor Vicente Rudiez, amb qui el seu germà havia col·laborat en la font d'Hèrcules i Anteu del Palau d'Aranjuez el 1799.
Es coneixen poques de les seves obres. El 1802 va presentar-se al concurs públics de la Reial Acadèmia de Belles Arts de Sant Ferran amb un esbós escultòric d'un relleu en fang cuit titulat El combat dels Horacis i Curiacis, però no va ser premiat. Adán va considerar-se discriminat i va protestar davant l'acadèmic adduint perjudici a causa de la seva situació personal d'haver de mantenir la família del seu sogre, que havia mort recentment. Davant la protesta i mercès de la intercessió del seu germà, el 2 de gener de 1803 va ser nomenat acadèmic supernumerari de mèrit de Sant Ferran. Uns anys més tard, el 1807, va guanyar el concurs convocat l'any anterior amb l'obra Centaure Quiró ensenyant la música a Aquil·les i va obtenir la plaça d'escultor del Reial Lloc d'Aranjuez.
La seva mort s'ha situat a Aranjuez el 1815, concretament el 18 de desembre. Tanmateix, Pardo el localitza en una exposició el 1816 i també sol·licitant llicència a la seva feina com a escultor reial el 21 de juny del mateix any, per tal d'ocupar-se d'assumptes relatius a la defunció recent del seu germà Juan, mort el 14 de juny a Madrid.